# Patrick DeMare
Patrick Baltzar DeMare (auch: de Maré; * 1916 in London; † 17. Februar 2008 ebenda) war ein britischer Psychiater, Pionier der Gruppenpsychoanalyse und einer der ersten Therapeuten, die mit Großgruppen experimentierten. Er zählt zu den Gründern der Group Analytic Society und hielt 1985 die Foulkes Lecture.

## Leben und Werk
Patrick DeMare ist schwedischer Abstammung und besuchte die St Cyprian's School, das Wellington College, sowie das Peterhouse in Cambridge. An der Medizinischen Fakultät St George’s, University of London, studierte er Medizin und schloss 1941 ab. 1942 beteiligte er sich am Royal Army Medical Corps und wurde Rickman und Wilfred Bion im Northfield Hospital zum Militärpsychiater ausgebildet. Er wurde in sogenannten Exhaustion Centres in ganz Europa eingesetzt. Schließlich kehrte er ins Northfield Hospital, wo er mit S. H. Foulkes und Tom Main am zweiten Northfield Experiment arbeitete.
Nach dem Zweiten Weltkrieg wurde er psychotherapeutischer Berater im St George’s Hospital. 1952 gründete er – gemeinsam mit S. H. Foulkes, Jane Abercrombie, James Anthony, Norbert Elias, Hon. W. H. R. Iliffe und E. T. Marx – die Group Analytic Society (GAS), einige Jahre später war er am Aufbau des Institute of Group Analysis und der Group Analytic Practice beteiligt.
1972 publizierte er das Standardwerk Perspectives in Group Psychotherapy und 1974 – gemeinsam mit Lionel Kreeger – die Introduction to Group Treatment in Psychiatry. Dieses Buch war den Patienten und den Mitarbeitern des Halliwick Hospital gewidmet. 1975 begann er am Institute of Group Analysis mit einer Großgruppe zu arbeiten, im Jahr darauf unterstützt von Robin Piper. Die Teilnehmerzahl dieser Gruppe pendelte sich schließlich auf 20 Teilnehmer ein und wurde sodann 'median group' genannt. 1984 initiierte er ein wöchentliches Seminar über die Großgruppe, welches 1986 als Großgruppensektion der GAS anerkannt und institutionalisiert wurde. Der US-amerikanische Quantenphysiker David Bohm ging bei De Mare in Therapie und wurde stark von ihm beeinflusst.
1985 wurde DeMare eingeladen, die Foulkes Lecture zu halten, eine öffentliche Vorlesung der Group Analytic Society, zu der nur herausragende Vertreter des Faches eingeladen werden. Er stellte seine Rede unter den Titel: Large Group Perspectives DeMare war fest davon überzeugt, dass die Großgruppe den Weg vom Hass zum Dialog eröffnet und publizierte 1991 das entsprechende Buch zur Theorie: Koinonia. Gegen Ende seines Lebens war DeMare zunehmend Spiritualität und Esoterik zugewandt. Er starb im Alter von 92 Jahren in London.

## Wichtige Publikationen

### Von Patrick DeMare
- Perspectives in Group Psychotherapy, Allen & Unwin 1972
- (gemeinsam mit Lionel Kreeger): Introduction to Group Treatment in Psychiatry, Butterworth 1974
- Koinonia: From Hate through Dialogue to Culture in the Larger Group. Karnac Books 1991
- (gemeinsam mit Roberto Schollberger): A Case for Mind Group Analysis 37 (2003), 3

### Über Patrick DeMare
- Lyndon, B. (2000). The Telos of Patrick de Maré: A Survey of Ideas and Implications. Group Analysis 33 (2000): 119–141
- Pines, Malcom: Shepherding Group Analysis: Shepherds Past, Present and Future. Group 24 (2000), 1: 49–57

## Nachweise
1. ↑  Roger Chickering, Stig Förster: The Shadows of Total War: Europe, East Asia, and the United States Cambridge University Press 2003 ISBN 0-521-81236-4
2. ↑  dt.: mittelgroße Gruppe
3. ↑  David Bohm, F. David Peat Science Order and Creativity Routledge 2000 ISBN 0-415-17182-2
4. ↑  F. David Peat Pathways of Chance Pari Publishing 2007 ISBN 88-901960-1-7
5. ↑  dt.: Großgruppenperspektiven

| Personendaten    | Personendaten                              |
| ---------------- | ------------------------------------------ |
| NAME             | DeMare, Patrick                            |
| ALTERNATIVNAMEN  | de Maré, Patrick; Pat de Mare              |
| KURZBESCHREIBUNG | britischer Psychiater und Psychoanalytiker |
| GEBURTSDATUM     | 1916                                       |
| GEBURTSORT       | London                                     |
| STERBEDATUM      | 17. Februar 2008                           |
| STERBEORT        | London                                     |